# Proboscina fecunda
Proboscina fecunda is een mosdiertjessoort uit de familie van de Oncousoeciidae. De wetenschappelijke naam van de soort is voor het eerst geldig gepubliceerd in 1962 door Kluge.